# Pianto (singolo)
Pianto è un singolo del rapper italiano Izi, pubblicato il 17 febbraio 2017 come primo estratto dal secondo album in studio Pizzicato.

## Descrizione
Le musiche e la produzione del brano sono state curate dal DJ producer italo-argentino Shablo. La particolarità della canzone risiede nel flow singolare adottato da Izi, che cerca di simulare la parlata di un bambino in preda al pianto.

## Video musicale
Il video è stato pubblicato il 27 febbraio 2017 attraverso il canale YouTube del rapper.

## Tracce
1. Pianto – 3:12

## Classifiche
| Classifica (2017) | Posizione massima |
| ----------------- | ----------------- |
| Italia            | 80                |